# Anna Abreu

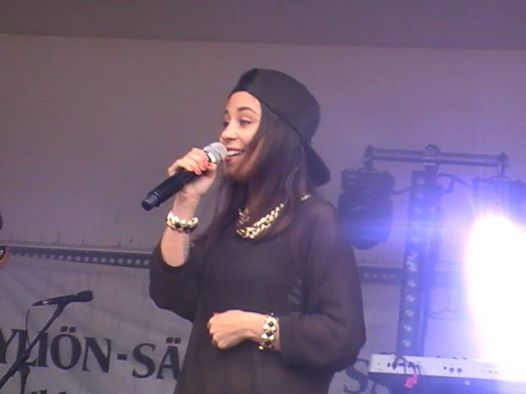
Anna Abreu i Säkylä.

Anna Eira Margarida Heiskari (nee Mourão de Melo e Abreu), född 7 februari 1990 i Vanda, Finland, professionellt känd som ABREU är en finländsk sångerska och låtskrivare. Hon deltog i Idols Finland 2007 och kom på andra plats. Hennes musik har beskrivits som pop med influenser från genrer som R&B, dans och latin. Sedan hon deltog i Idols har Abreu blivit en av de bästsäljande före detta Idols-tävlande i Finland och en av de mest framgångsrika finska kvinnliga sångare. Hennes första album har sålt i över 85 000 exemplar.

## Biografi
Abreu föddes i Vanda till en portugisisk far och en finsk mor. Hon har en äldre bror. När hon var ett barn tillbringade Abreu en del tid i Portugal, och talar flytande portugisiska, spanska, engelska utöver finska. Senare separerade hennes föräldrar, och hennes far bor nu i Portugal.

### Privatliv
I juni 2013 gifte sig Abreu med Lauri Heiskari. Även om Abreu officiellt tog Heiskari som sitt efternamn, fortsatte hon att vara känd under sitt flicknamn för efterföljande musiksläpp.

## Diskografi

### Studioalbum
- 2007 – Anna Abreu
- 2008 – NOW
- 2009 – Just a Pretty Face?
- 2011 – Rush
- 2014 – V
- 2016 – Sensuroimaton versio
- 2019 – Teipillä tai rakkaudella

### Singlar
- 2007 – "End of Love"
- 2007 – "Ivory Tower"
- 2008 – "Are you ready"
- 2008 – "Vinegar"
- 2008 – "Silent Despair"
- 2009 – "Something about U"
- 2009 – "Come Undone"
- 2009 – "Music Everywhere"
- 2009 – "Impatient"
- 2011 – "Hysteria"
- 2011 – "Worst Part Is Over (feat. Redrama)
- 2011 – "Stereo"
- 2011 – "Be With You"
- 2014 – "Ra-ta ta-ta"
- 2014 – "Right in Front of You"
- 2015 – "Bandana"
- 2015 – "Ayo"
- 2016 – "Grindaa ja flowaa" (feat. Tippa-T)
- 2016 – "Kaikki mussa rakastaa kaikkea sun"
- 2016 – "Räjäytä mun mieli"
- 2017 – "Soo soo"
- 2017 – "Jouluyö, juhlayö"
- 2018 – "Amor amor" (feat. Cledos)
- 2018 – "Yhen elämän juttu"
- 2019 – "Takaisin kotiin"
- 2019 – "Se syö naista"
- 2019 – "Sytyn"
- 2020 – "Lusikat"